# مت کلتی
مت کلتی (انگلیسی: Matt Kelty؛ زادهٔ ۱۹۶۰) سیاست‌مدار اهل ایالات متحده آمریکا است.